# Proclossiana tomyris
Proclossiana tomyris är en fjärilsart som beskrevs av Herbst 1800. Proclossiana tomyris ingår i släktet Proclossiana och familjen praktfjärilar. Inga underarter finns listade i Catalogue of Life.